# Opius perpygmaeus
Opius perpygmaeus är en stekelart som beskrevs av Fischer 1964. Opius perpygmaeus ingår i släktet Opius och familjen bracksteklar. Inga underarter finns listade i Catalogue of Life.